# TOKYO FM渋谷スペイン坂スタジオ

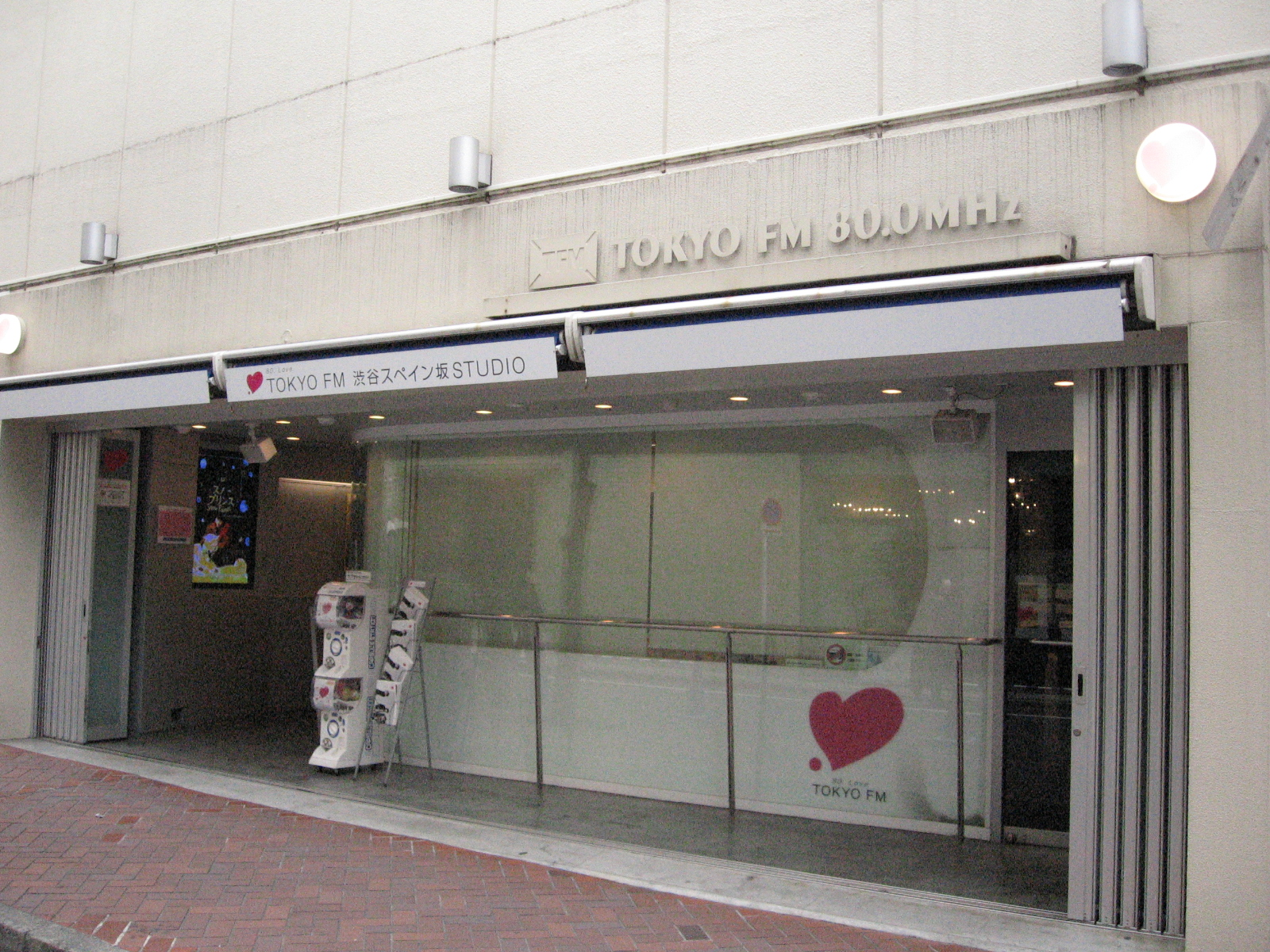
スペイン坂スタジオ。（2009年1月11日撮影）

TOKYO FM 渋谷スペイン坂スタジオ（トウキョウエフエム しぶやスペインざかスタジオ）は東京都渋谷区の渋谷パルコpart1の1Fにあったエフエム東京（TOKYO FM）のサテライトスタジオ。
なお、TOKYO FMはスペイン坂スタジオ以外にも六本木の東京ミッドタウンに「TOKYO FM Midtown Studio」を構えていたが、こちらも2017年1月15日をもって閉鎖され、2018年8月に銀座ソニーパークにサテライトスタジオが設けられるまでの1年半の間、TOKYO FMでは常設のサテライトスタジオがなかった。

## 概要
- 1993年6月19日にTOKYO FMとパルコの共同プロジェクトとしてオープン。2005年11月にはTOKYO FMの35周年記念事業としてリニューアルした。画像にもある、建物自体に彫ったものは1990年当時のロゴを使用しているが、その他の部分では2005年からは「Just Me, Just 80MHz TOKYO FM」のシンボルロゴである円形、後述するように2008年からは「80.Love」のシンボルロゴであるハートが飾られた。
- 通常、放送中のスタジオは自由に見学できるが、混雑が予想される場合は事前に整理券を配布し入れ替え制としたり、番組ホームページなどで抽選したりする形になっている。（後述）
- スタジオには、2008年10月以降、TOKYO FMの"80.Love"のハート形ロゴが至る所に飾られており、また、ゲストはそのロゴを持って放送終了後に写真撮影を行うことがあった。
- なお、生放送の番組はUstreamで映像のみの生配信を行っていた。しかし、出演者の都合により配信されない場合がある。
- 渋谷パルコの建て替えに伴い、2016年8月7日20時をもって閉鎖[1]となった。なお、同年7月18日から最終日までの3週間にわたり、TOKYO FMの各番組と連動したイベントが行われ、最終週となる8月第1週に一部番組の特別生放送及び収録が行われた。
- その後、前述に触れた渋谷パルコの建て替え再開発に伴い、スタジオ前の道路も廃道化し閉鎖、工事現場となったため、スタジオがあった場所に近づくことはできなくなった。
- 建て替え完成後、スタジオ含め目の前の道路があった場所も建物内になったため、あったことをうかがい知る痕跡を辿ることは不可能となった。
- なお、建て替え後の渋谷パルコにはTOKYO FMのサテライトスタジオが設けられる事は結果的に無かった。

## 観覧
観覧はスタジオの前での立ち見となる。来場者が少ない場合はそのまま見ることができるが、来場者が多く混雑が予想される場合は、整理券を配布する。またあまりにも来場者が多い場合は、一定時間での入れ替え制や整理券を持っていても見られない場合がある。
人気のゲストの場合は、番組で事前応募が行われ、招待制となる場合もある。

## 営業最終日の生放送番組

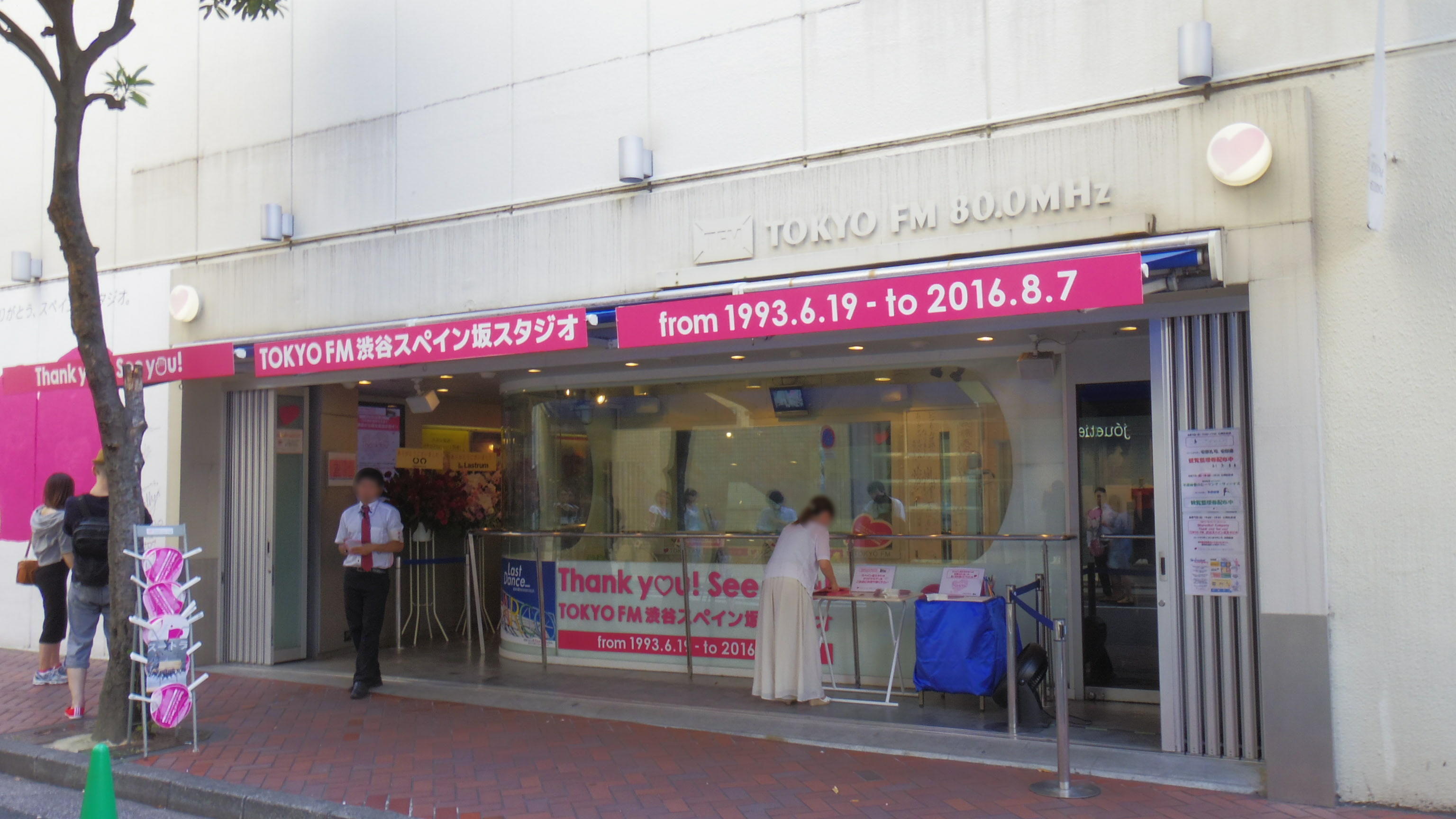
営業最終日の渋谷スペイン坂スタジオ（2016年8月7日）

営業最終日となった2016年8月7日には、以下の番組の生放送が実施された。
- 11:30 - 11:55 西内まりや for You… supported by 日本がん予防協会[3]
- 12:00 - 12:55 特別番組「パルコ劇場 ザ・クライマックス」- 佐藤隆太・古賀涼子
- 17:00 - 17:55 NISSAN あ、安部礼司〜BEYOND THE AVERAGE
- 18:00 - 18:55 森永乳業presents 平原綾香のヒーリング・ヴィーナス
- 19:00 - 19:55 Skyrocket Company〜Thank you! See you! TOKYO FM 渋谷スペイン坂スタジオ

## 閉鎖時点で生放送していた番組
定期的に当スタジオから放送を行う番組のみ記載。これ以外にも特別番組や不定期でスタジオから公開生放送を行うレギュラー番組がある。
- Skyrocket Company (月 - 木 17:00 - 18:57) - マンボウやしろ・浜崎美保（渋谷スペイン坂スタジオ20周年記念番組）
- シンクロのシティ (月 - 木 15:00 - 16:45) - 堀内貴之
  - 2016年3月までの期間限定。同番組に出演のMiOは占いの修行に行くためお休み[4]
- JA全農 COUNTDOWN JAPAN (土 13:00 - 13:55) - ジョージ・ウィリアムズ・ホラン千秋
- 東洋化成 アナログ・ガラパゴス（土 18:30 - 18:55） - 瀬戸真矢

## 過去に放送された番組
- エモーショナル・ビート
- WONDERFUL WORLD
- コスモ ポップス ベスト10※
- TOYOTA WEEKLY ALBUM TOP10
- TOYOTA SUPER WORLD COUNTDOWN
- THE GOLDEN HITS
- DOCOMO Hits from the Heart
- DOCOMO DREAM CALL
- 4ROOMS
- 杉本清のK-BAR
- au ONAIR MUSIC CHART（2008年9月末まではau DOWNLOAD MUSIC CHART）
- シンクロのシティ※（2013年4月 - 2015年12月までは半蔵門アースギャラリーから放送2016年1月 - 3月は再び当スタジオからの放送）
- McDonald's SOUND IN MYLIFE
- McDonald's HAPPINESS × happiness
- SATURDAY MUSIC LAB. - 小宮山雄飛（ホフディラン）・仲川希良

など
- 江頭2:50のピーピーピーするぞ!（TFM+のネットコンテンツとして当スタジオで収録を行っていた時期がある）